# César Menotti & Fabiano
César Menotti & Fabiano é uma dupla sertaneja brasileira formada pelos irmãos César Menotti da Silva (Itapira, 24 de março de 1982) e Fabiano José da Silva (Califórnia, 30 de dezembro de 1977). Inicialmente existia a dupla Fábio & Fabiano. Posteriormente Fabiano se juntou a César Menotti, mantendo a parceria até hoje. O terceiro irmão e antigo parceiro de Fabiano, Fábio Lacerda, hoje é produtor musical, empresário da dupla e pastor da Igreja Batista da Lagoinha em Belo Horizonte.

## Biografia
O casal Elsi Menotti e Antônio José da Silva, conhecido como Toninho do Ouro, viajou por muitos anos. Em Califórnia, Paraná, tiveram seus dois primeiros filhos, Fábio e Fabiano José. Antônio, que trabalhava com madeira, interessou-se pela região de Sinop, para onde foi um tempo depois. Durante passagem por Itapira, São Paulo, Elsi deu à luz seu filho caçula, César Menotti, em 1982. Em 1984, voltaram a Minas Gerais, terra natal de Toninho e local de criação dos três irmãos. Por incentivo do pai, iniciaram a carreira como um trio, mas tornaram-se uma dupla após a saída de Fábio. Em Ponte Nova, César e Fabiano ouviam à vitrola que seu pai ligava pouco antes de ir ao garimpo.

## Carreira
Em 2005, após fechar contrato com a gravadora Universal Music, lançaram o CD e DVD Palavras de Amor - Ao Vivo, gravado em Belo Horizonte, no Café Cancun. Essa obra inaugurou uma nova fase na carreira da dupla. A mistura de moda de viola, música sertaneja e pop emplacou hits como "Leilão" (regravação da banda Gatinha Manhosa), "Como Um Anjo" (regravação de Zezé Di Camargo & Luciano), "Caso Marcado", "Mensagem Pra Ela" e "Bão Também". O CD vendeu 300 mil cópias e o DVD mais de 160 mil cópias, conferindo à dupla o título de CD e DVD sertanejos mais vendidos de 2006. Segundo a Pro-Música Brasil (PMB), César Menotti & Fabiano ficaram em terceiro no ranking da lista de CD e DVD mais vendidos de 2007. Os números expressivos de vendagem chamaram atenção da imprensa, e assim a dupla foi capa do caderno Ilustrada, da Folha de S.Paulo (27 de abril de 2008) e participou de diversos programas televisivos naquele ano e nos anos seguintes. A turnê Palavras de Amor ao Vivo, percorreu o Brasil de Norte a Sul. Foram 140 mil quilômetros rodados em 175 shows e recordes de público pelos principais rodeios e festas de peão de boiadeiro. Somente na 19ª edição do Rodeio de Jaguariúna, a dupla reuniu mais de 57 mil pessoas. Em novembro de 2007, a dupla consagrou-se no Credicard Hall, em São Paulo, com o show beneficente em prol do Hospital do Câncer de Barretos.
O terceiro álbum da carreira, .com_você, lançado em 2007, já vendeu mais de 100 mil cópias. O disco rendeu à dupla o prêmio de melhor álbum romântico na 9ª edição do Grammy Latino, realizado em Houston, EUA. A canção "Caso Por Acaso" chegou rapidamente entre as 10 mais tocadas nas rádios de todo o país. É comum ver pais, mães e inclusive crianças entoando juntos as letras de César Menotti & Fabiano.
O ano de 2008 começou com uma turnê internacional que garantiu casas cheias nos três dias de show. A dupla passou por Danbury (Connecticut), Newark (Nova Jérsia)(Nova Jersey) e Revere (Minnesota). Nem mesmo a rigorosa lei de imigração que entrou em vigor no estado de Connecticut impediu que a comunidade de brasileiros comparecesse ao show em Danbury. Em Newark, os ingressos do show da dupla eram vendidos pelos cambistas poucas horas antes do show por até 150 dólares. Os irmãos foram eleitos pelos brasileiros residentes nos Estados Unidos como o melhor show sertanejo do ano e receberam uma réplica da estatueta do Oscar para simbolizar o prêmio. No mesmo ano, lançaram o quarto álbum da carreira, intitulado Voz do Coração - Ao Vivo. Os dois formatos foram gravados ao vivo, nos dias 20 e 21 de agosto, em Belo Horizonte, no Espaço Lagoa, na Pampulha. A escolha da capital teve uma explicação: "Foi aqui que tudo começou, temos uma ligação muito forte com BH", afirma César Menotti O cenário de Voz do Coração recriou a atmosfera lúdica dos antigos parques de diversões com a assinatura do experiente cenógrafo Zé Carratu. Os elementos de um parque transportados para o palco incluíram uma roda-gigante de 18 metros numa tela no centro do brinquedo levaram os quase 4 mil fãs ao delírio. O show ainda contou com momentos de pura nostalgia, com clássicos da música sertaneja entoados pelos cantores num banquinho de praça, recriando o clima de seresta com muito romantismo. Apesar do capricho na cenografia, o foco deste projeto foi a música. O repertório do novo CD e DVD resgata o começo da carreira de César Menotti & Fabiano, quando os irmãos cantavam na noite, nos barzinhos frequentados pelos universitários de BH, e traz regravações de músicas de Chitãozinho & Xororó e Leandro & Leonardo, além de clássicos da música raiz. A surpresa fica por conta das releituras de "Me Dê Motivo", do inesquecível Tim Maia, "Natural", do 14Bis, e do clássico infantil dos anos 80 "Superfantástico/Lindo Balão Azul", além de novos arranjos para sucessos consagrados da dupla, como "Mensagem pra Ela" e "Lugar Melhor que BH". Entre as canções inéditas estão "Para de Chorar", "Máquina do Tempo", "Horóscopo", "Maluco por Você" e o hit "Ciumenta".
Em 2010, lançaram o quinto álbum da carreira, intitulado Retrato - Ao Vivo No Estúdio. O CD foi gravado ao vivo em um estúdio em Belo Horizonte, com a participação de 40 fãs. Foram 14 músicas inéditas e duas regravações de sucesso: "Jesus Cristo", de Roberto Carlos e "Esperando Aviões", de Vanderlee. A música "Labirinto" estreou nas rádios em 1º lugar em São Paulo, Campinas, Ribeirão Preto, Porto Alegre, em 3º lugar em Brasília e 4º lugar em Belo Horizonte. Contém a participação especial de Dominguinhos na música "Kid Lampião".
Em 2012, a dupla assinou com a Som Livre, e no ano seguinte lançou o sexto CD e terceiro DVD da carreira, intitulado Ao Vivo no Morro da Urca. O álbum comemora em grande estilo os 10 anos de carreira da dupla e é um dos álbuns mais esperados do mercado. Extremamente queridos pelo público e crítica, o fato de não produzirem trabalhos há dois anos só aumentou a expectativa. Foi com César Menotti & Fabiano que o chamado "sertanejo universitário" tomou uma proporção em nível nacional. E eles ainda figuram como grandes expoentes deste segmento. Conhecidos por seu carisma e um ótimo "feeling" para escolhas de repertório, eles reúnem canções que cativam tanto os amantes de música de raiz como a nova geração. Este projeto traz parcerias com Jorge & Mateus, Sorriso Maroto, Santorine e Preta Gil (na faixa "Amor em Dobro") e um repertório bem eclético. "Não Era Eu", uma releitura de "Será" (Legião Urbana), "Caso Marcado", "Do Lado Esquerdo", "Como Um Anjo" e alguns clássicos do nosso cancioneiro (como "Boiadeiro Errante", "O Menino da Porteira", "Estrada da Vida", "Tocando em Frente" e "Chalana"), estão entre os principais destaques.
Já fazia algum tempo que César Menotti e Fabiano tinham o sonho de gravar as canções que ajudaram a formar sua identidade musical, e finalmente realizaram e gravaram o CD Memórias Anos 80 & 90 com as principais músicas das décadas. Inicialmente, seria um projeto virtual que seria lançado entre os discos de carreira de César Menotti & Fabiano. Mas a gravadora Som Livre se interessou com a ideia, e fez em produto físico. O CD foi bem divulgado e esteve em primeiro lugar na lista dos mais vendidos do mês e garantiu  disco de ouro.

## Prêmios e indicações
| Ano  | Prêmio                                | Categoria                        | Trabalho                     | Resultado |
| ---- | ------------------------------------- | -------------------------------- | ---------------------------- | --------- |
| 2007 | Melhores do Movimento Country         | Melhor Dupla Sertaneja           | Eles mesmos                  | Venceram  |
| 2008 | Grammy Latino                         | Melhor Álbum Romântico           | .com você                    | Venceram  |
| 2009 | Grammy Latino                         | Melhor Álbum de Música Sertaneja | Voz do Coração - Ao Vivo     | Indicados |
| 2010 | Grammy Latino                         | Melhor Álbum de Música Sertaneja | Retrato - Ao Vivo No Estúdio | Indicados |
| 2010 | Prêmio Multishow de Música Brasileira | Melhor Artista Sertanejo         | Eles mesmos                  | Indicados |